# 張經緯
張經緯（Cheung King-Wai，1968年—），祖籍深圳，香港導演及編劇，第二十九屆香港電影金像獎新晉導演及2009年香港藝術發展局年度藝術家。

## 生平
張經緯在香港出生和荃灣區長大。他本來在海壩街官立小學就學，後來畢業於佛教林炳炎紀念學校、上葵涌官立工業中學以及香港演藝學院音樂系。中學畢業後，他到美國紐約市立大學布魯克林學院攻讀攻讀音樂、電影及哲學，最後獲得電影學士學位。
因張擅長從人文角度講述社會議題，其作品都能引起社會關注。2001年，張的畢業作品Farewell Hong Kong，以香港回歸作主題，並入圍美國日舞影展競賽組別。張的劇情長片劇本《上帝的蘋果》榮獲2001年度中港台電影神話劇本創作賽優異獎。2005年，其劇情長片劇本《天水圍》，獲香港亞洲電影投資會HAF大獎，後來由許鞍華導演拍成《天水圍的夜與霧》（2009）。2008年，張的紀錄長片《歌舞昇平》入圍香港國際電影節人道獎紀錄片競賽。2009年，張的紀錄長片《音樂人生》於第四十六屆金馬獎勇奪最佳紀錄片、最佳剪接及最佳音效，成為金馬獎史上獲獎最多的紀錄片，並於第二十九屆香港電影金像獎獲最佳電影等四項提名，成為金像獎史上首部獲提名的紀錄片。張個人亦奪得第二十九屆香港電影金像獎新晉導演獎，並獲香港藝術發展局頒發2009年度藝術家獎。2010年，劇情短片《墨綠嫣紅》入圍第四十七屆金馬獎最佳創作短片及法國克萊蒙費朗（Clermont﹣ferrand）國際短片電影節。2011年，第三部紀錄長片《一國雙城》（2011），入圍香港國際電影節人道獎紀錄片競賽。2012年，其最新紀錄片計劃《音樂中國》亦入圍2012香港亞洲電影投資會HAF；劇情短片《驚濤洶湧》也於年中完成。
2012年年底，開拍澳門劇情短片《青洲山上》。
2014年初，首部劇情長片《藍天白雲》開鏡，由爾冬陞監製。電影最終於2018年1月正式上映。
2023年2月，音樂家黃家正公開發文指控張經緯違背承諾，在《KJ音樂人生》一片中將其反對播出的家事公開。

## 作品
- 2008年－《歌舞昇平》 （紀錄長片）
- 2009年－《音樂人生》 （紀錄長片）
- 2010年－《墨綠嫣紅》 （劇情短片）
- 2011年－《一國雙城》 （紀錄長片）
- 2012年－《驚濤洶湧》 （劇情短片）
- 2013年－《青洲山上》 （劇情短片）
- 2016年－《少年滋味》 （紀錄長片）
- 2018年－《藍天白雲》 （劇情長片）

## 註解
1. ↑  . 《壹週刊》第1016期. 8月27日  [2018-01-05]. （原始内容存档于2018-01-05）.

## 外部連結
- 張經緯的新浪微博
- 張經緯在互联网电影资料库（IMDb）上的資料（英文）（英文）
- 在AllMovie上張經緯的頁面（英文）
- 張經緯在香港影庫上的簡介
- 張經緯在豆瓣上的资料（简体中文）
- 張經緯在时光网上的簡介（简体中文）